# Temptation (film 1923)
Temptation è un film muto del 1923 diretto da Edward LeSaint (con il nome Edward J. Le Saint) che firma anche la sceneggiatura, basata su un soggetto di Lenore J. Coffee.
Il film fu l'ultimo diretto da LeSaint che continuò, in seguito, a lavorare per il cinema come attore.

## Produzione
Il film fu prodotto dalla Columbia Pictures Corporation. Fu girato ai Columbia/Sunset Gower Studios, al 1438 di N. Gower Street, a Hollywood.

## Distribuzione
Distribuito dalla Columbia Pictures, il film uscì nelle sale cinematografiche degli Stati Uniti il 1º marzo 1923.
Il copyright del film fu registrato il 10 aprile 1923 con il numero LP18856.